# Elymus incertus
Elymus incertus là một loài thực vật có hoa trong họ Hòa thảo. Loài này được H.Hartmann mô tả khoa học đầu tiên năm 1984.